# Aleksandr Bojkow (obrońca)
Aleksandr Władimirowicz Bojkow (ros. Александр Владимирович Бойков; ur. 7 lutego 1975 w Czelabińsku) – rosyjski hokeista, trener hokejowy.

## Kariera zawodnicza
- Mieczeł Czelabińsk (1992-1993)
- Victoria Cougars (1993-1994)
- Prince George Cougars (1994-1995)
- Tri-City Americans (1995-1996)
- Kentucky Thoroughblades (1996-1999)
- Rochester Americans (1999)
- Nashville Predators (1999, 2000)
- Milwaukee Admirals (1999-2002)
- Mietałłurg Magnitogorsk (2002-2006)
- Saławat Jułajew Ufa (2006-2008)
- Torpedo Niżny Nowogród (2008-2009)
- HK MWD Bałaszycha (2009-2010)
- Dinamo Moskwa (2012-2014)
  -  Dinamo Bałaszycha (2013-2014)

Wychowanek klubu Traktora Czelabińsk. Występował w kanadyjskich rozgrywkach juniorskich WHL w ramach CHL, a następnie w ligach AHL, IHL i NHL. W 2002 powrócił do Rosji i od tego czasu grał w superlidze rosyjskiej, a potem w KHL. Od maja 2010 zawodnik Dinama Moskwa. W maju 2011 i maju 2012 przedłużał kontrakt z klubem. W sierpniu 2014 odszedł z Dinama.

## Kariera trenerska
W sezonie 2014/2015 został asystentem trenera kadry Rosji do lat 20 i pozostawał nim w sezonach 2018/2019 i 2019/2020. Ponadto objął funkcję asystenta w sztabie Dinama Moskwa (2015-2018). W 2020 wszedł do sztabu trenerskiego SKA Sankt Petersburg. 1 lipca 2021 ogłoszono, że Bojkow objął obowiązki trenera obrońców w klubie Witiaź Podolsk. 1 lipca 2022 został ogłoszony trenerem w sztabie drużyny Ak Bars Kazań.

## Sukcesy
Reprezentacyjne
- Srebrny medal mistrzostw Europy juniorów do lat 18: 1993
- Srebrny medal mistrzostw świata juniorów do lat 20: 1995

Klubowe
- Mistrzostwo dywizji AHL: 1999 z Rochester Americans
- Mistrzostwo konferencji AHL: 1999 z Rochester Americans
- Srebrny medal mistrzostw Rosji: 2004 z Mietałłurgiem Magnitogorsk, 2010 z MWD Bałaszycha
- Brązowy medal mistrzostw Rosji: 2006 z Mietałłurgiem Magnitogorsk
- Puchar Spenglera: 2005 z Mietałłurgiem Magnitogorsk
- Złoty medal mistrzostw Rosji: 2008 z Saławatem Jułajew Ufa, 2012, 2013 z Dinamem Moskwa
- Puchar Gagarina: 2013 z Dinamem Moskwa